# Provincia di Nonthaburi
La provincia di Nonthaburi si trova in Thailandia, nella regione della Thailandia Centrale. Si estende per 622,3 km², secondo una statistica del Dipartimento dell'Amministrazione pubblica thailandese, a tutto dicembre 2019 aveva 1 265 387 abitanti. Il capoluogo è il distretto di Mueang Nonthaburi e le città principali Nonthaburi e Pak Kret, che sono tra le più popolose del Paese.

## Storia
Il nucleo originale dell'odierna città di Nonthaburi si trovava in una zona chiamata Ban Taalat Khwan nel primo periodo di Ayutthaya, il nome Nonthaburi comparve la prima volta nel 1549. Era un'area agricola famosa per i suoi alberi da frutta, in particolare per una qualità particolarmente pregiata di durian che viene tuttora coltivata in provincia. Nel 1722, re Thai Sa di Ayutthaya fece costruire nella zona un canale per tagliare un'ampia ansa del fiume Chao Phraya e sveltire la navigazione verso il mare. L'interno dell'ansa divenne quindi un'isola, chiamata oggi Ko Kret, sulla quale furono costruiti diversi templi e altre opere d'arte che contribuirono a renderla fiorente. Fu abbandonata durante l'invasione birmana del 1767 e fatta ripopolare qualche anno dopo quando re Taksin di Thonburi invitò profughi mon fuggiti dalla Birmania a stanziarsi sull'isola. Altri profughi mon furono accolti nella zona con il permesso di re Rama III di Rattanakosin nella prima metà dellOttocento. La provincia fu istituita insieme a quelle di Samut Prakan, Samut Sakhon e Nakhon Nayok con un regio decreto che entrò in vigore il 9 marzo 1946.
Con il grande aumento dell'urbanizzazione avvenuto in Thailandia a partire dagli anni 1970, la provincia di Nonthaburi ha visto un grande incremento della sua popolazione; nel censimento del 2000 contava 816 614 abitanti mentre in quello del 2010 ne aveva 1 334 083. Data la vicinanza alla capitale, è stata assorbita nella regione metropolitana di Bangkok (in thailandese กรุงเทพมหานครและปริมณฑล, krung thep maha nakhon lae parimonthon, letteralmente: metropoli di Bangkok e perimetro) insieme alle vicine province di Nakhon Pathom, Samut Prakan, Samut Sakhon e Pathum Thani. Sia Bangkok che ognuna delle province della regione metropolitana hanno mantenuto il proprio governo, mentre la regione non dispone di un proprio ente amministrativo che ne regoli la pianificazione, la gestione e lo sviluppo.

## Suddivisioni amministrative

### Amministrazione provinciale
La provincia è suddivisa in sei distretti (amphoe), che a loro volta contano 52 sottodistretti (tambon) e 433 villaggi (muban). I distretti sono:
| \| Nr. \| Amphoe-Name \| Thai \| \| --- \| ----------------- \| -------------- \| \| 1 \| Mueang Nonthaburi \| อำเภอเมืองนนทบุรี \| \| 2 \| Bang Kruai \| อำเภอบางกรวย \| \| 3 \| Bang Yai \| อำเภอบางใหญ \| \| 4 \| Bang Bua Thong \| อำเภอบางบัวทอง \| \| 5 \| Sai Noi \| อำเภอไทรน้อย \| \| 6 \| Pak Kret \| อำเภอปากเกร็ด \| |                   |                |
| Nr. | Amphoe-Name       | Thai           |
| 1 | Mueang Nonthaburi | อำเภอเมืองนนทบุรี |
| 2 | Bang Kruai        | อำเภอบางกรวย   |
| 3 | Bang Yai          | อำเภอบางใหญ    |
| 4 | Bang Bua Thong    | อำเภอบางบัวทอง  |
| 5 | Sai Noi           | อำเภอไทรน้อย    |
| 6 | Pak Kret          | อำเภอปากเกร็ด   |

| Nr. | Amphoe-Name       | Thai           |
| --- | ----------------- | -------------- |
| 1   | Mueang Nonthaburi | อำเภอเมืองนนทบุรี |
| 2   | Bang Kruai        | อำเภอบางกรวย   |
| 3   | Bang Yai          | อำเภอบางใหญ    |
| 4   | Bang Bua Thong    | อำเภอบางบัวทอง  |
| 5   | Sai Noi           | อำเภอไทรน้อย    |
| 6   | Pak Kret          | อำเภอปากเกร็ด   |

### Amministrazione locale
A tutto il 2020, qltre all'organizzazione di amministrazione provinciale (in thailandese องค์การ บริหาร ส่วน จังหวัด, Ongkan Borihan suan Changwat, in inglese: Provincial Administrative Organization, PAO) e alle amministrazioni dei distretti, vi erano in provincia 22 municipalità (thesaban). Gli unici due comuni con lo status di città maggiore (thesaban nakhon) erano Nonthaburi, con 251 026 residenti, e Pak Kret con 189 458.  Erano inoltre presenti le 10 città minori (thesaban mueang) Bang Bua Thong, Bang Kadi, Bang Krang, Bang Kruai, Bang Mae Nang, Bang Rak Phatthana, Bang Si Mueang, Mai Bang Bua Thong, Phimonrat e Sai Ma. Le altre 10 sono cittadine di sottodistretto (thesaban tambon). Le aree che non ricadevano sotto la giurisdizione delle amministrazioni comunali erano governate da un totale di 25 "Organizzazioni per l'amministrazione del sottodistretto" (ongkan borihan suan tambon).

## Economia

### Agricoltura
I durian della provincia di Nonthaburi sono considerati tra i migliori e i più costosi del mondo. Nel 2019, un singolo frutto della rara varietà Kan Yao di Nonthaburi fu venduto in un'asta alla cifra record di 1,5 milioni di baht (circa 50.000 dollari). In buona parte del territorio provinciale vi sono le condizioni ideali per la coltivazione del durian, che ebbe inizio in questa zona ai tempi del Regno di Ayutthaya (1350-1767). La maggior parte delle piantagioni si trovano lungo i corsi d'acqua e in particolare lungo il fiume Chao Phraya. Sono chiamati Durian Non (ทุเรียนนน), che significa durian di Nonthaburi. Molti degli alberi di durian della provincia sono scomparsi con le inondazioni del 2011. Un altro fattore che ha fatto diminuire la produzione è la progressiva urbanizzazione, con molte aree rurali che hanno lasciato il posto ad aree residenziali.